# Ameivula ocellifera
Ameivula ocellifera es una especie de lagarto del género Ameivula, perteneciente a la familia Teiidae. Fue descrita científicamente por Spix en 1825.

## Distribución
Se encuentra en Brasil (Bahía, Minas Gerais, Goiás, Pernambuco, Ceará, Sergipe, Piauí, São Paulo, Río Grande del Norte y Paraíba), Bolivia (Santa Cruz y Tarija) y Argentina (Misiones, Corrientes, Chaco, Formosa, Córdoba, La Rioja).